# 維港渡海泳

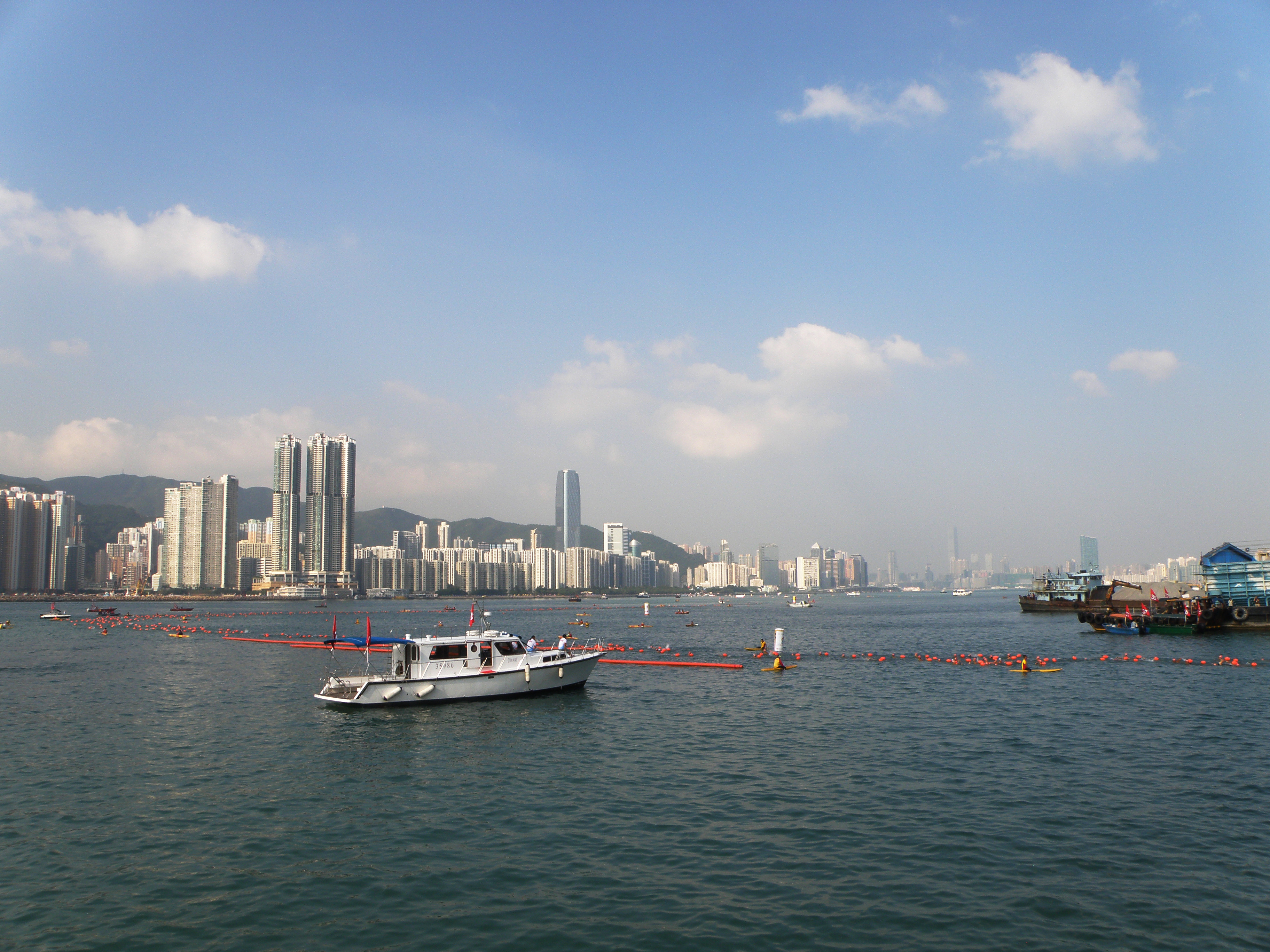
維港渡海泳優悠組泳手

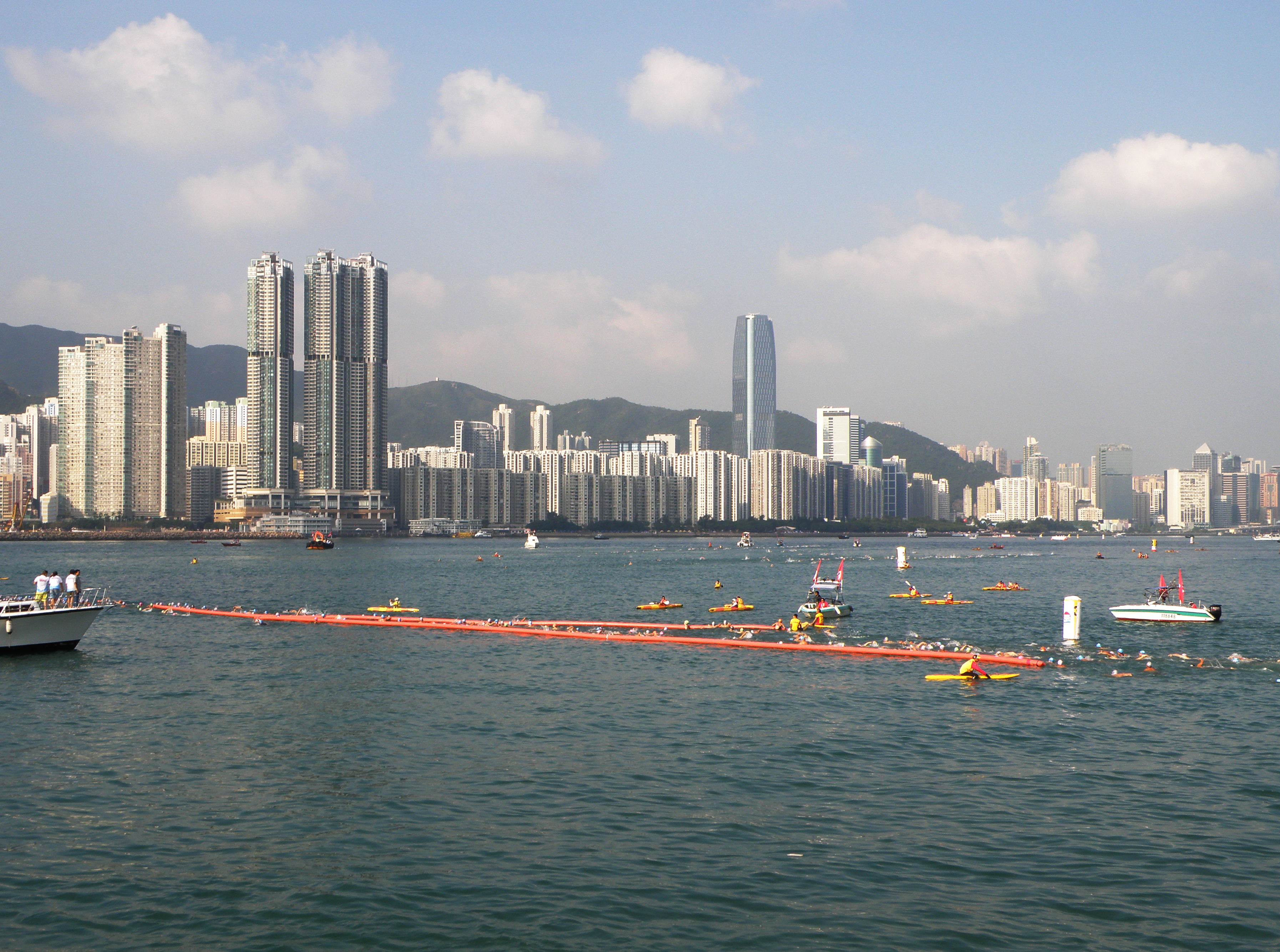
維港渡海泳競賽組泳手

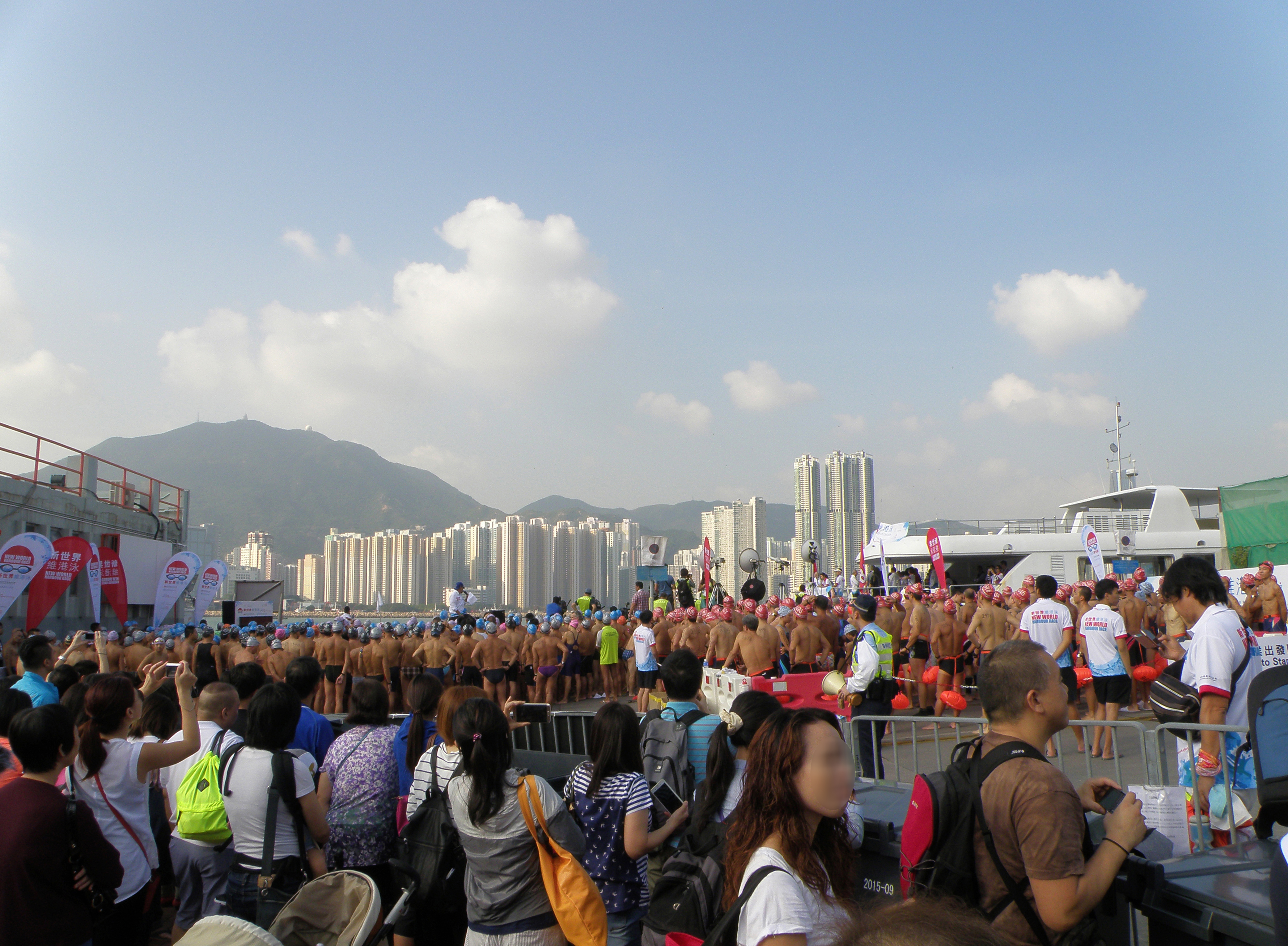
再度復辦後的維港渡海泳（2015年），泳手需要在岸邊下水游向起點，泳手背後為油塘崇信街

香港渡海泳（英語：Hong Kong Cross Harbour Race）又稱維港渡海泳或新世界維港泳（香港簡稱為渡海泳），是一項於1906年創辦、1942至1946年及1979至2010年停辦，與及2011年再度復辦至今（2019年、2020年及2024年分別因社會事件、香港疫情及惡劣天氣停辦）的一項橫越維多利亞港的游泳比賽。

## 歷史
1906年，域多利游泳會創辦渡海泳，自此每年一度舉行。渡海泳的起點初時是九龍尖沙咀的尖沙咀鐵路碼頭至水師碼頭之間的水域，終點是香港島中環皇后像停泊處與域多利游泳會之間的岸邊。後來渡海泳直接更改為由尖沙咀鐵路碼頭至皇后碼頭岸邊，賽程全長1,743碼（約1.6公里）。而當時泳手直接躍下水中開始比賽，並沒有起步儀式。
1954年開始，皇后碼頭搬遷後，賽程縮短至1,550碼（約1.4公里）。

### 停辦
1941年香港淪陷，維港渡海泳於1942年至1946年停辦，至1947年恢復。隨著香港迅速發展，維多利亞港的污染日趨嚴重，加上受到尖沙咀火車站拆卸工程影響，至1978年舉辦第66屆後停止舉辦。

### 復辦
2000年代，隨著香港政府的《淨化海港計劃》漸見成效，香港業餘游泳總會於2010年10月末期向香港政府申請復辦維港渡海泳，其後獲得批准，並由新世界發展贊助。
2011年維港渡海泳於10月16日上午9時舉行，賽道以鯉魚門三家村公眾碼頭為起點，終點為鰂魚涌公園公眾碼頭，全程1.8公里，比較過往為長。本屆賽事約978人參與，共設有男和女子個人及團體賽4個組別，大會又按照年齡設立精英杯（17歲以上）和青少年杯（12至16歲），優勝者可以獲取最多8,000港元的獎金。是屆賽事，男和女子個人賽事均由香港游泳代表隊成員凌天宇及鄧穎欣勝出。
2012年維港渡海泳於10月21日早上8時半舉行，賽道由鯉魚門三家村公眾碼頭為起點，終點為西灣河海濱公園公眾碼頭，全程1.5公里。本屆賽事約1,800人參與，人數比較去屆多近一倍。同日，大會亦會舉行第5屆亞洲公開水域游泳錦標賽。是屆大會於起點及終點均增加設備了公眾席，讓公眾欣賞；位於西灣河終點亦設有嘉年華，讓公眾參與。為了保障泳手安全，主辦單位香港業餘游泳總會安排了150名救生員、4名潛水員及36名急救員當值，同時耗資10萬港元租賃兩部海底聲納探測儀器，放置於賽道中途站及終點附近，探測範圍覆蓋逾6成賽道，一旦有泳手遇溺沉入水底，儀器能夠於一秒半至兩秒內探測得到，於附近戒備的潛水員可以於20秒內趕到現場進行潛水拯救。另外，大會亦安排了120艘獨木舟圍繞賽道，每隔7至8米即有一艘，向泳手標示賽道方向，及進行水上巡邏。
2013年維港渡海泳於10月6日早上8時半舉行，賽道由鯉魚門三家村公眾碼頭為起點，終點為鰂魚涌公園公眾碼頭，不設彎道，全長約1.5公里。本屆賽事共1,864人參與。大會今屆增設不設名次、共1,500個名額的優悠組；競賽組則增設國際組別，吸引不少外地泳手參與。大會亦安排了103艘救生巡邏艇和船隻跟蹤參賽者，及在賽道兩旁設立小艇及浮標，以幫助參與者識別；與此同時，護航人員、救生員和醫護團隊亦都隨時待命。
2014年維港渡海泳於10月12日早上8時半舉行，賽道同樣由鯉魚門三家村公眾碼頭為起點，終點為鰂魚涌公園公眾碼頭，不設彎道，全長約1.5公里。本屆賽事約2,000人參與，為恢復舉辦後新高。大會今屆同樣有不設名次、共1,500個名額的優悠組，吸引不少外地泳手參與。
2015年維港渡海泳於10月18日早上8時半舉行，男女子公開賽多名選手涉嫌集體偷步，賽後被取消排名資格，包括多屆冠軍泳手兼港隊代表陳安怡。她賽後向傳媒投訴，指起步前已有大批泳手游出起步點，大會卻沒制止。兩位被取消資格的港隊代表都聲言或不再參加。賽事籌委會承認安排有不足之處，會商討明年作出改善。
2016年維港渡海泳於10月16日早上8時半舉行。
2017年維港渡海泳於10月29日早上8時半舉行，該屆會由尖沙咀公眾碼頭作為起點，是繼39年之後重返尖沙咀，而終點在灣仔金紫荊廣場，而不是中環當年的位置。
2018年維港渡海泳於10月21日早上8時舉行。
2019年維港渡海泳原定於10月27日早上舉行，但由於反修例運動影響下而取消。而翌年因應2019冠狀病毒病仍然肆虐香港，香港業餘游泳總會於2020年7月17日宣佈停辦該年的維港渡海泳。為第二次復辦後首次連續兩年需停辦賽事。
2021年維港泳於12月12日早上午8時15分於灣仔金紫荊廣場公眾碼頭舉行。

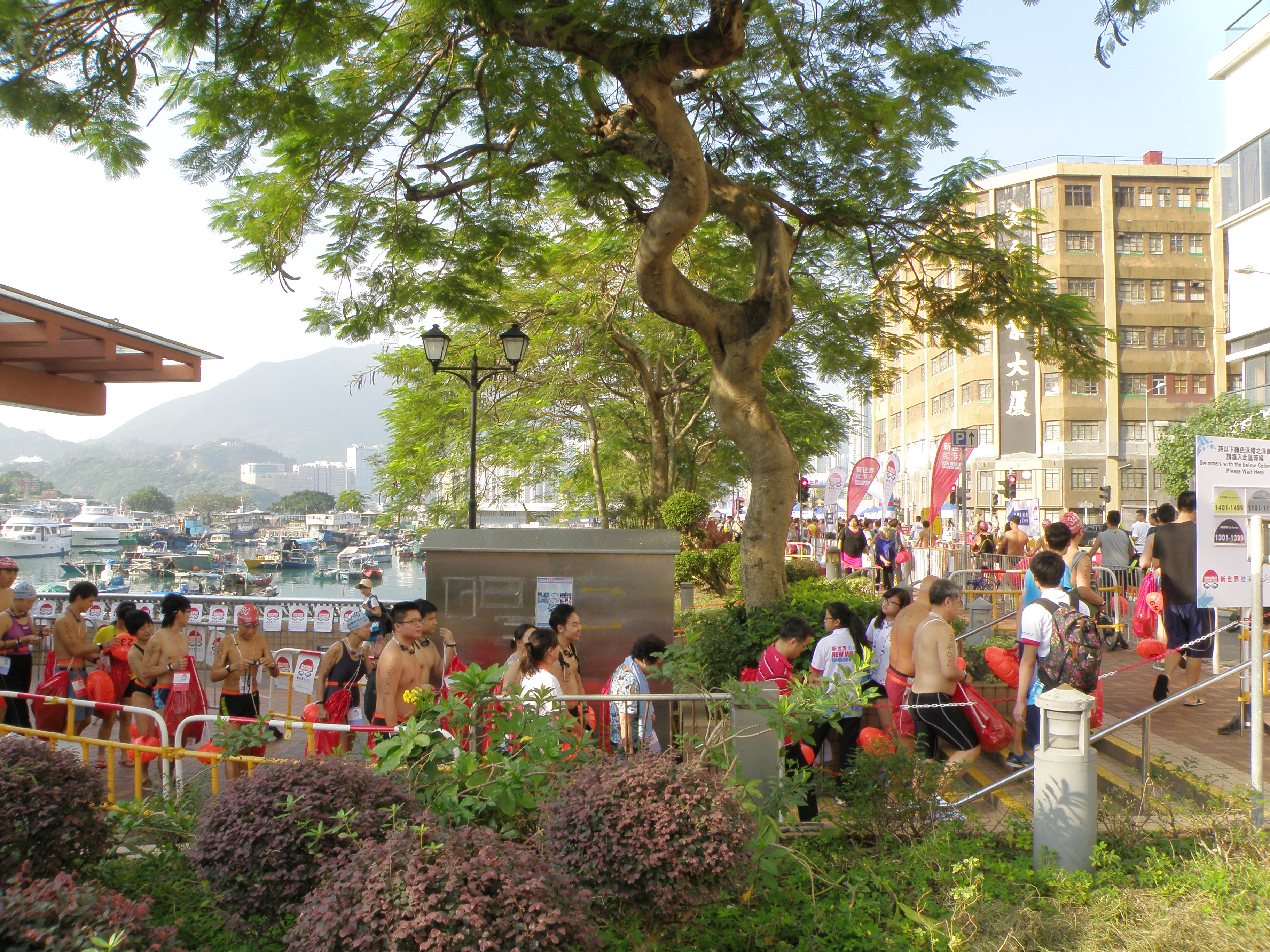
參賽泳手於鯉魚門市政大廈附近開始排隊進入大會範圍
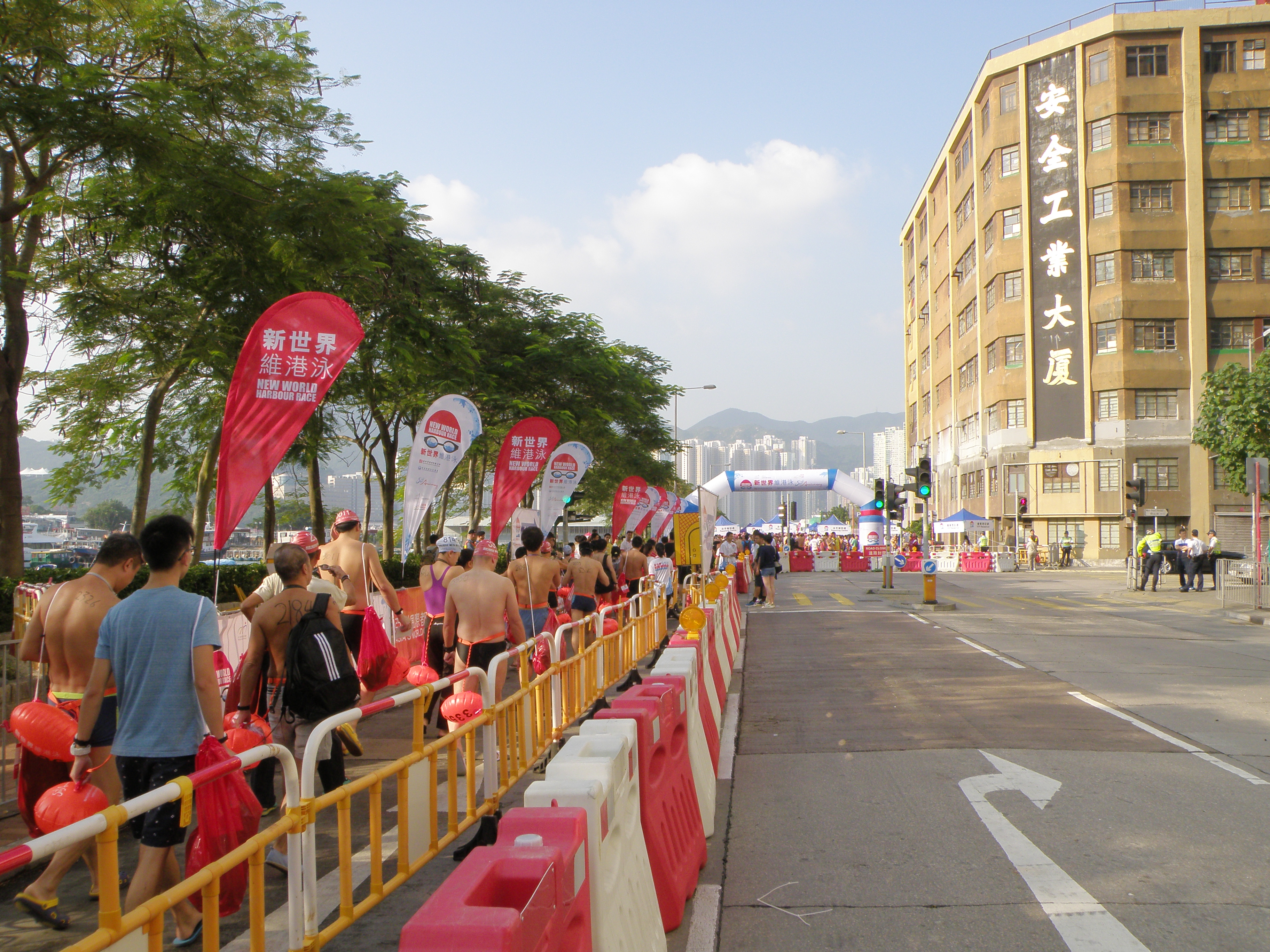
四山街以南的一段崇信街因賽事需暫時封閉
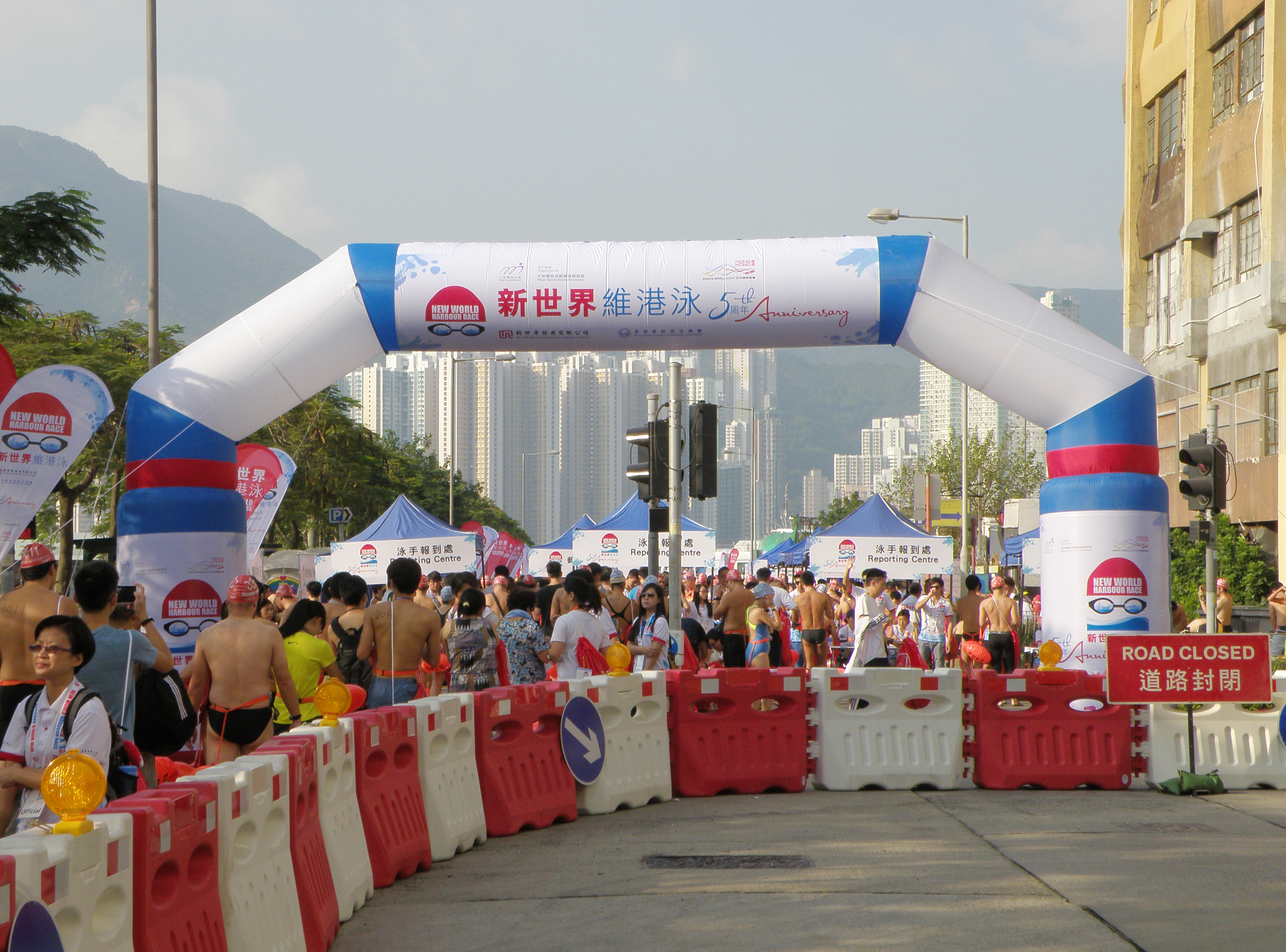
充氣入口門廊
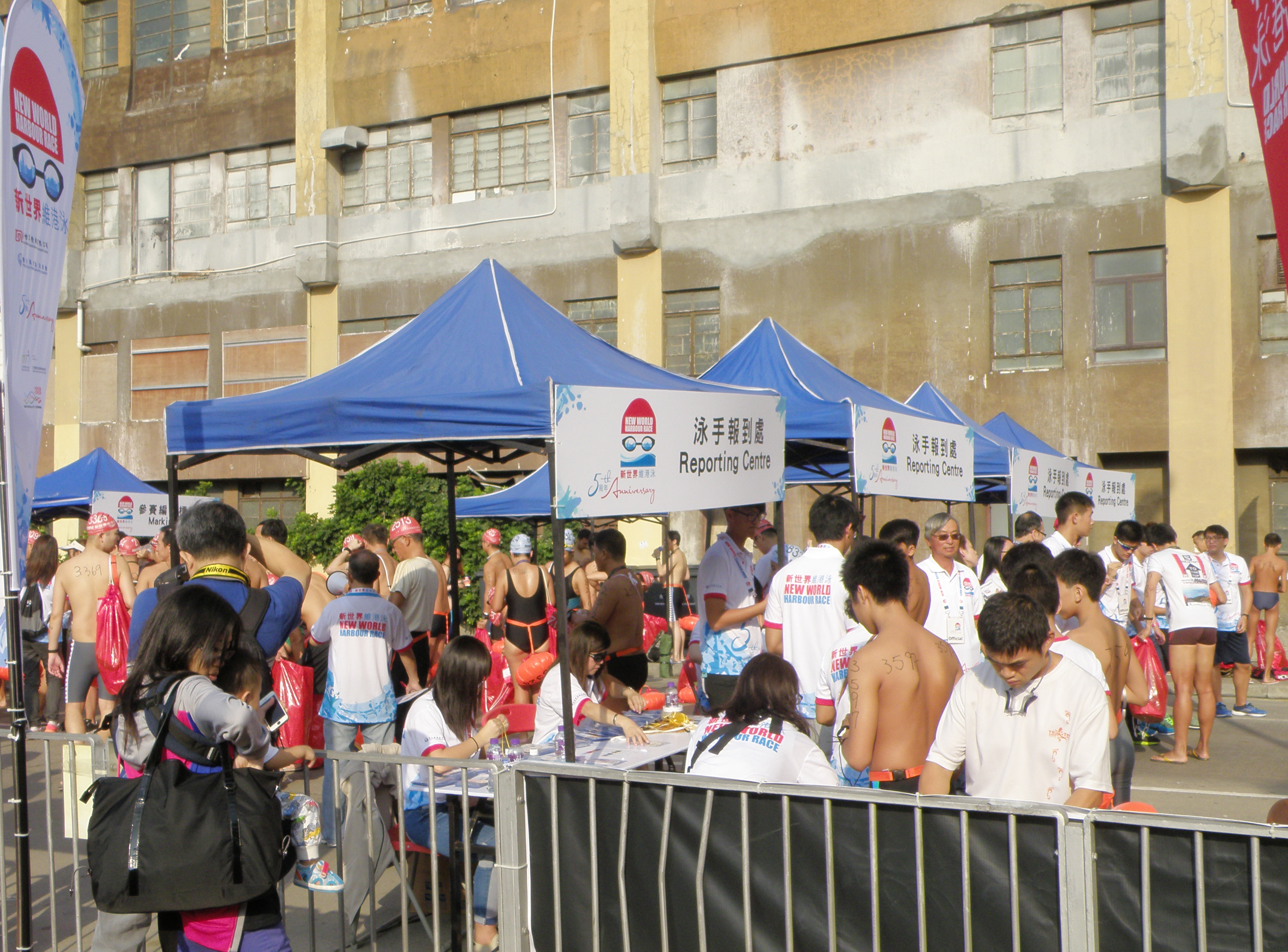
泳手報到處
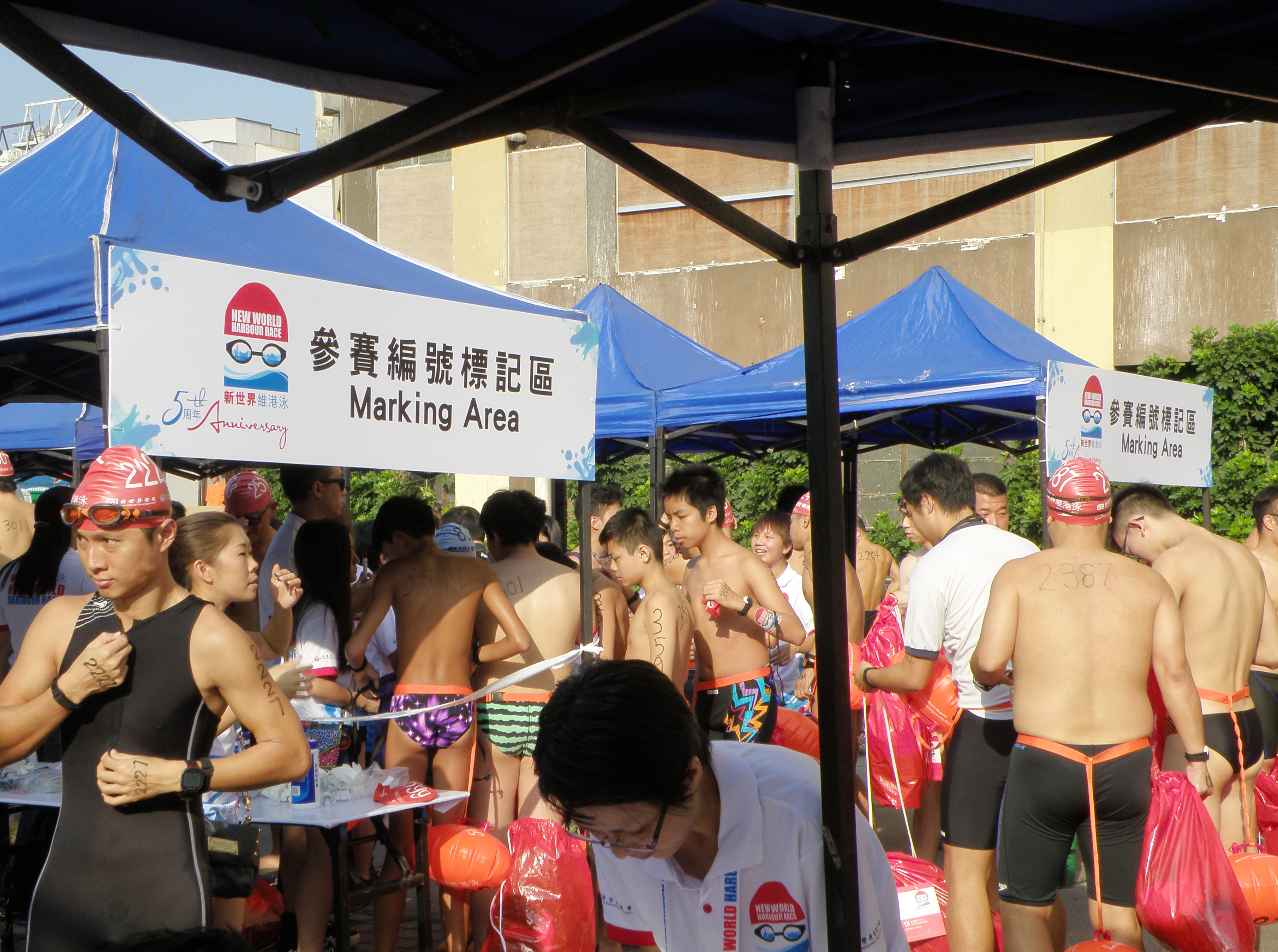
參賽編號登記區

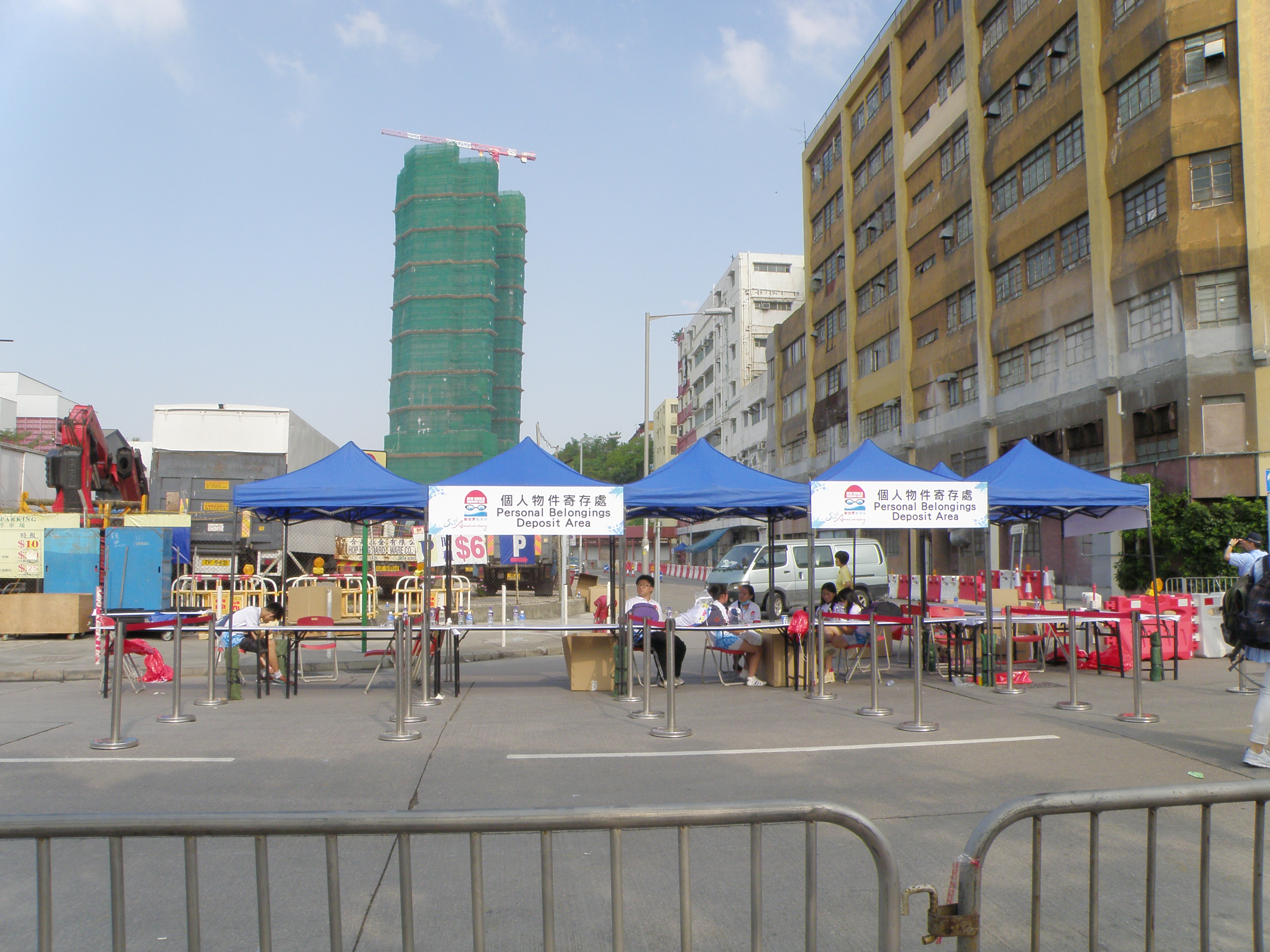
個人物件寄存處
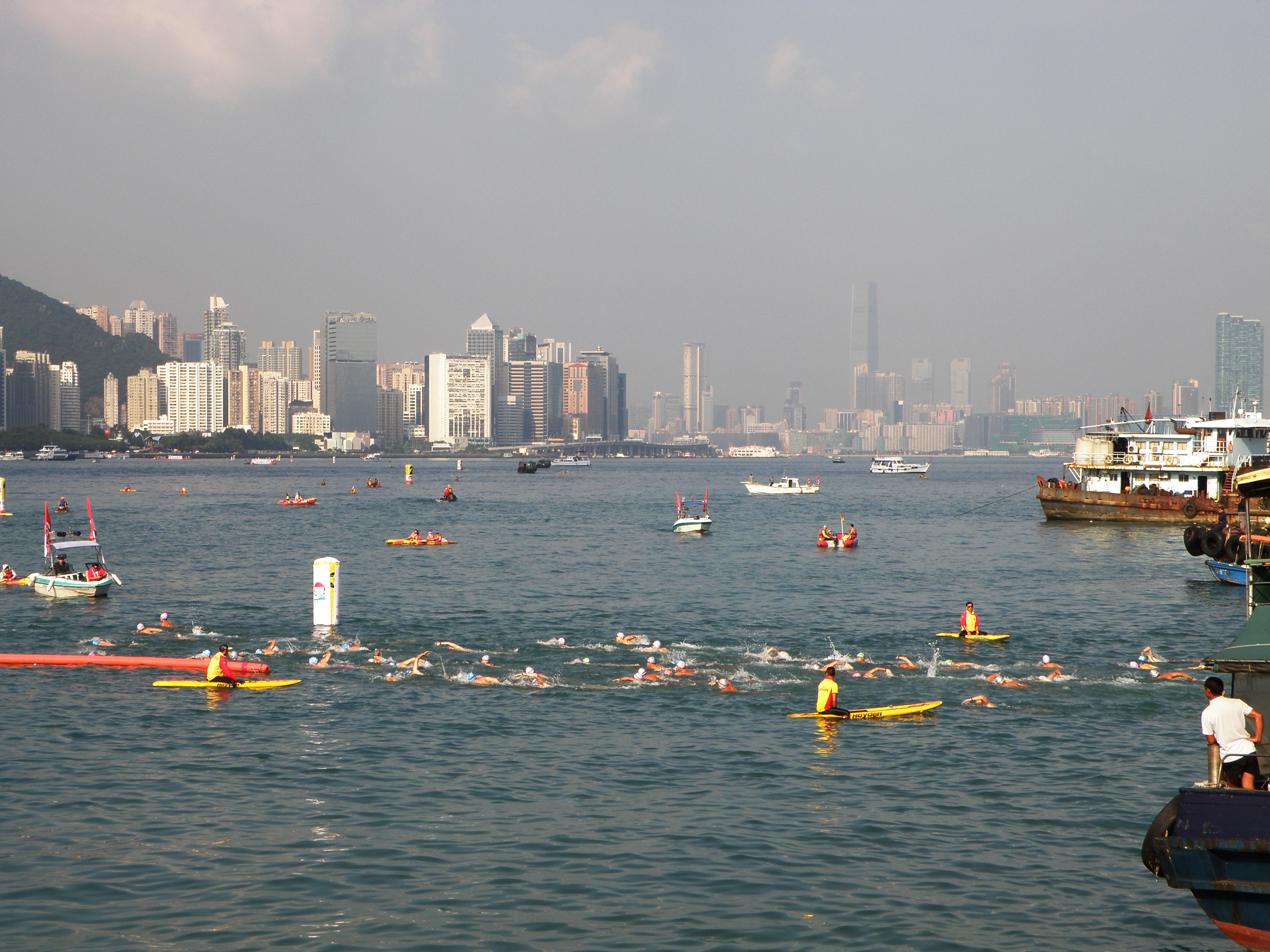
泳手於岸邊游向起點
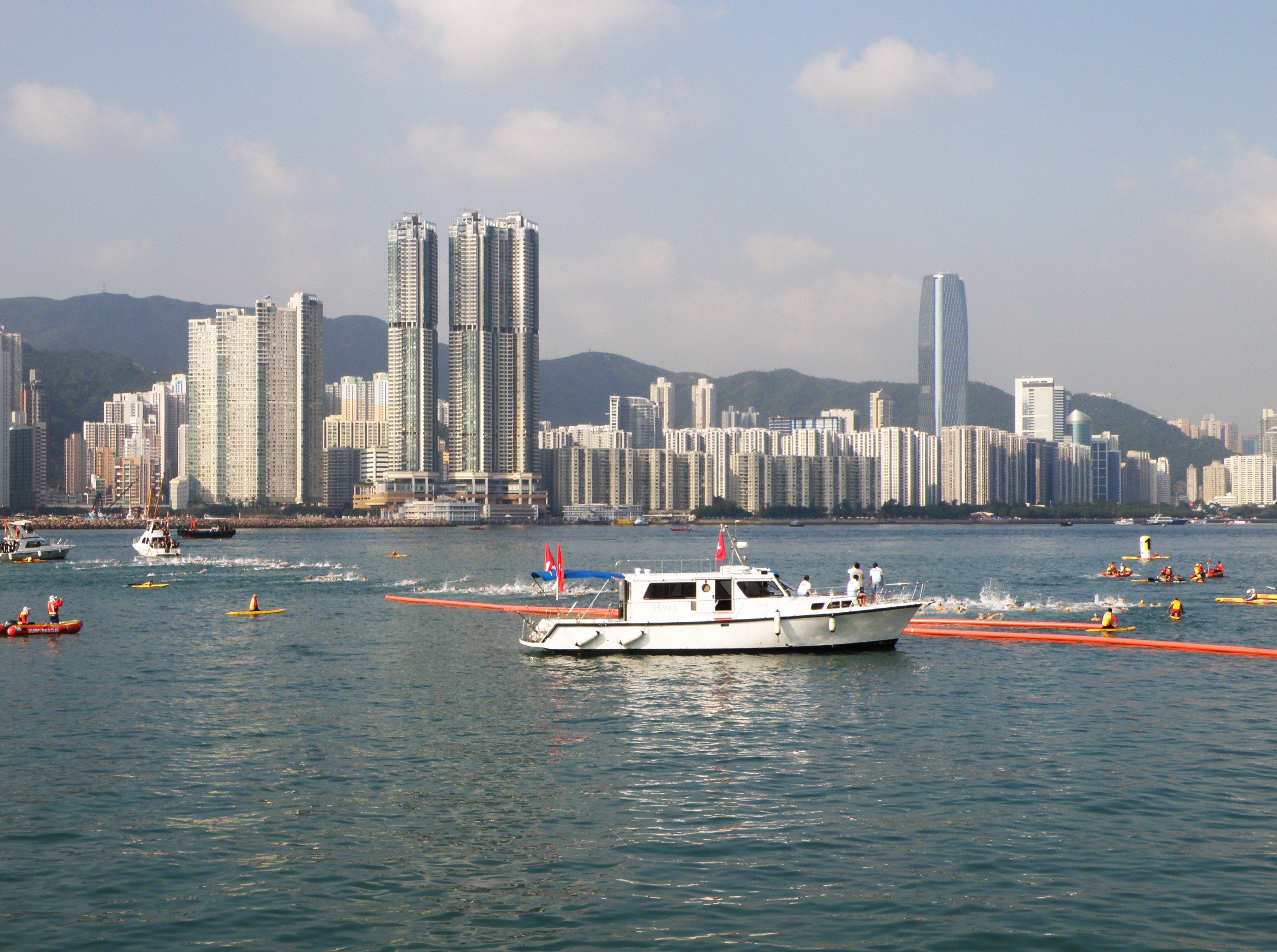
賽事起點
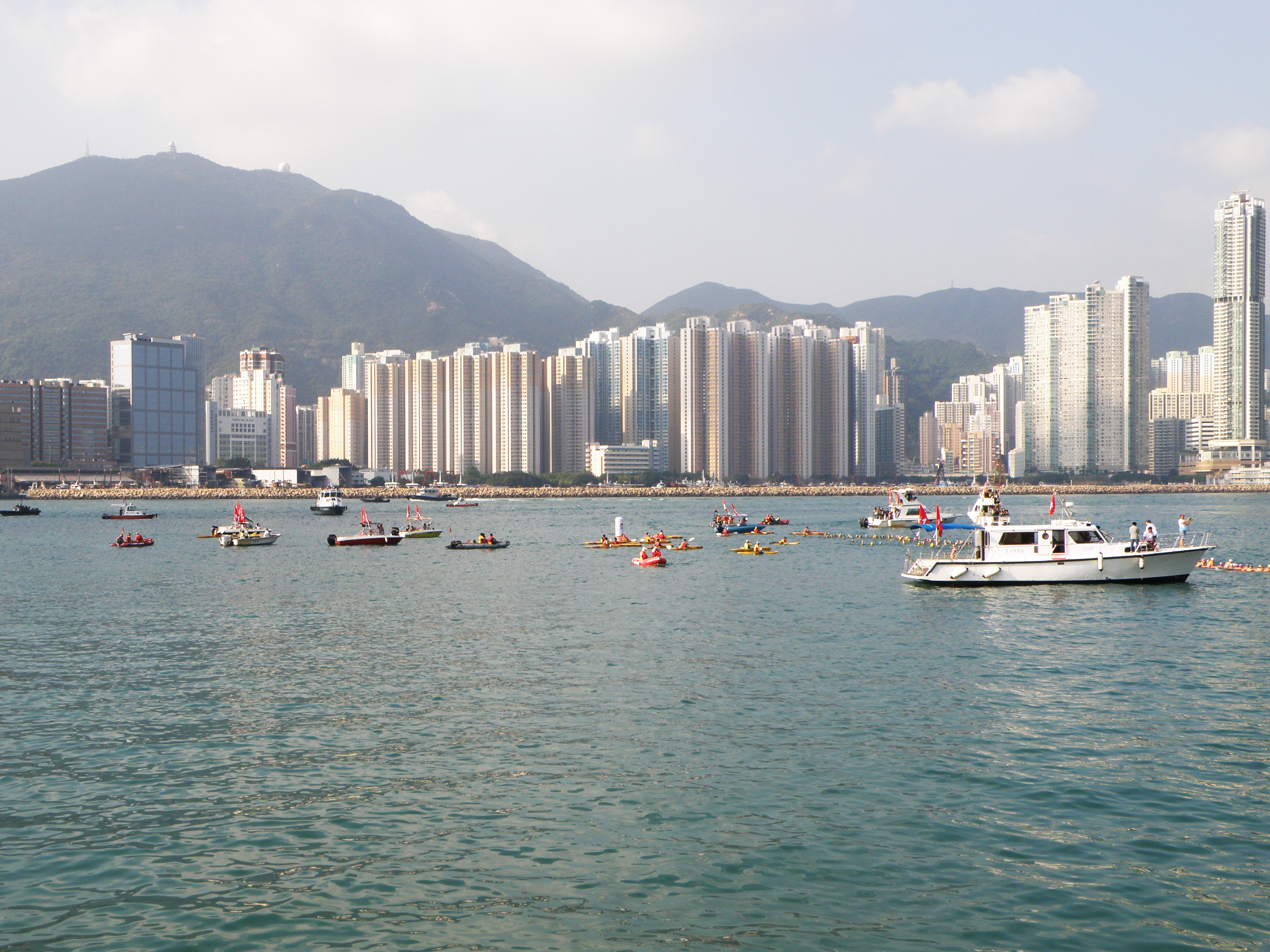
海上工作人員
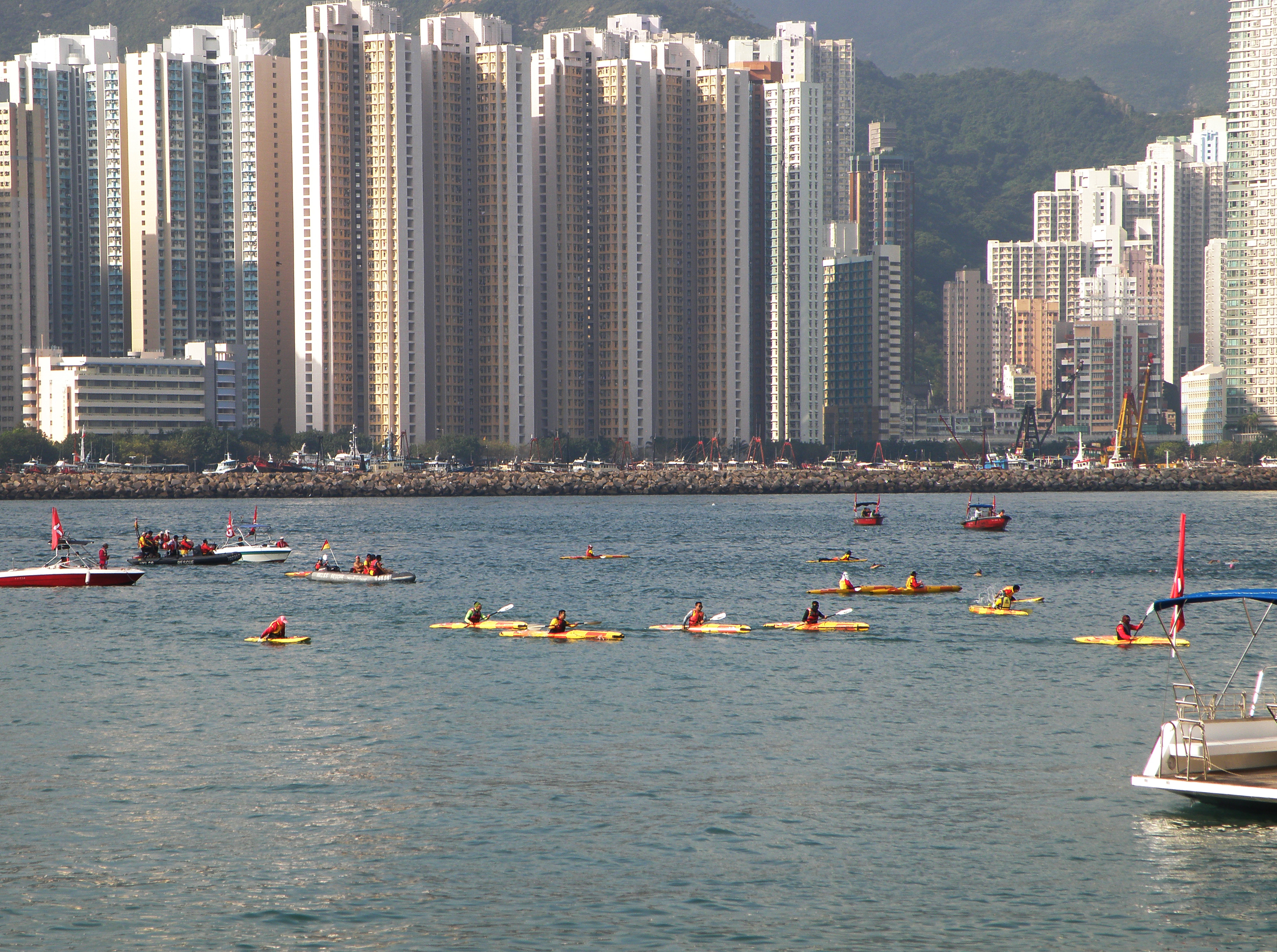
大量獨木舟於賽道附近戒備，為泳手指導方向，亦有部份為救生員

2022年維港渡海泳於10月23日舉行，參賽名額1500個，泳手須符合「疫苗通行證」的相關要求，並於賽事 48 小時前取得核酸檢測陰性結果。

2023年維港渡海泳於11月12日舉行，參賽名額4000個，此賽事是在2019年疫情爆發後，首次在取消防疫規則下的維港渡海泳賽事。
2024年維港渡海泳原定於11月10日舉行，但最後因颱風關係取消。

## 歷屆冠軍及紀錄保持者

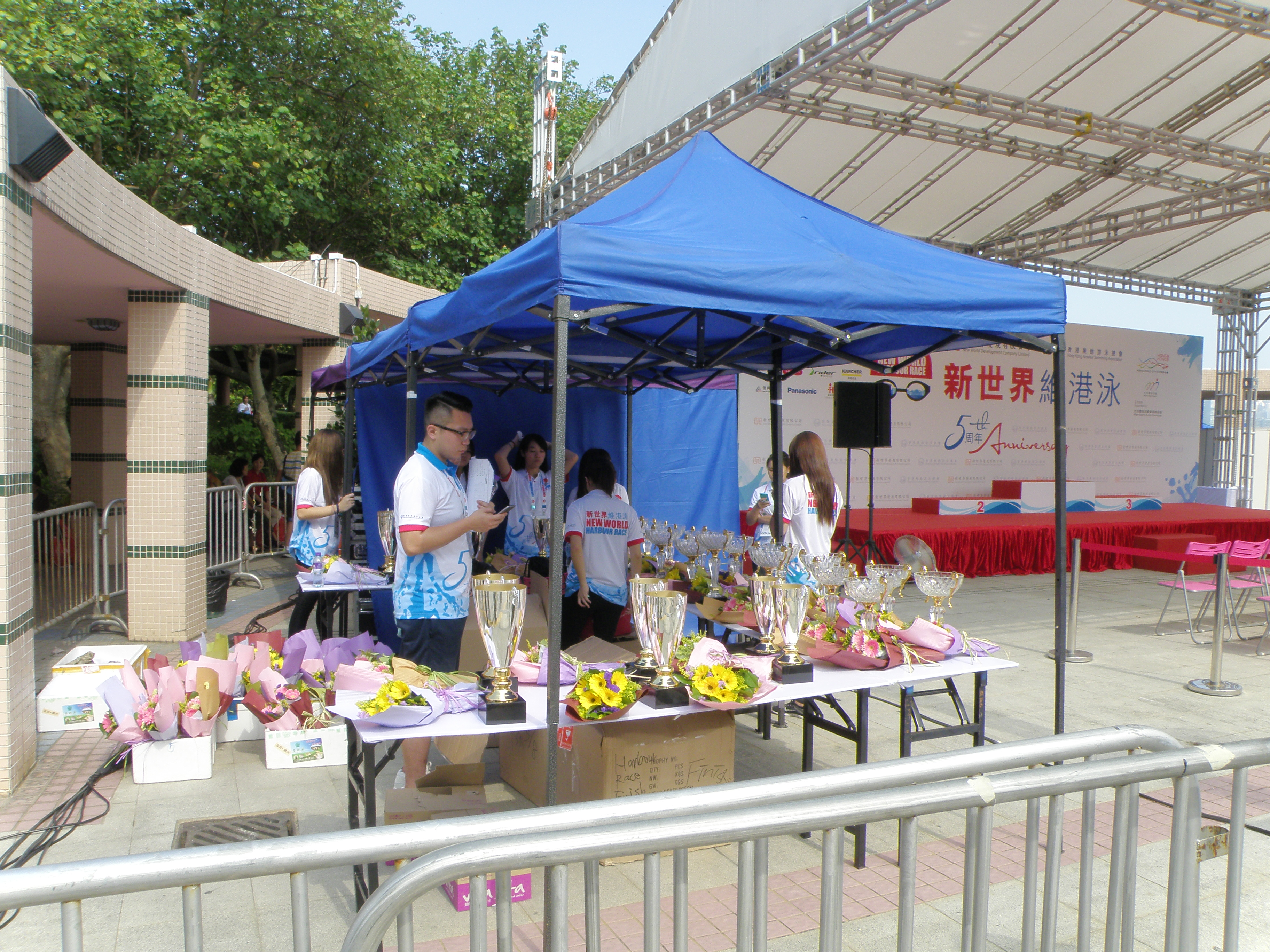
再度復辦後的維港渡海泳獎杯

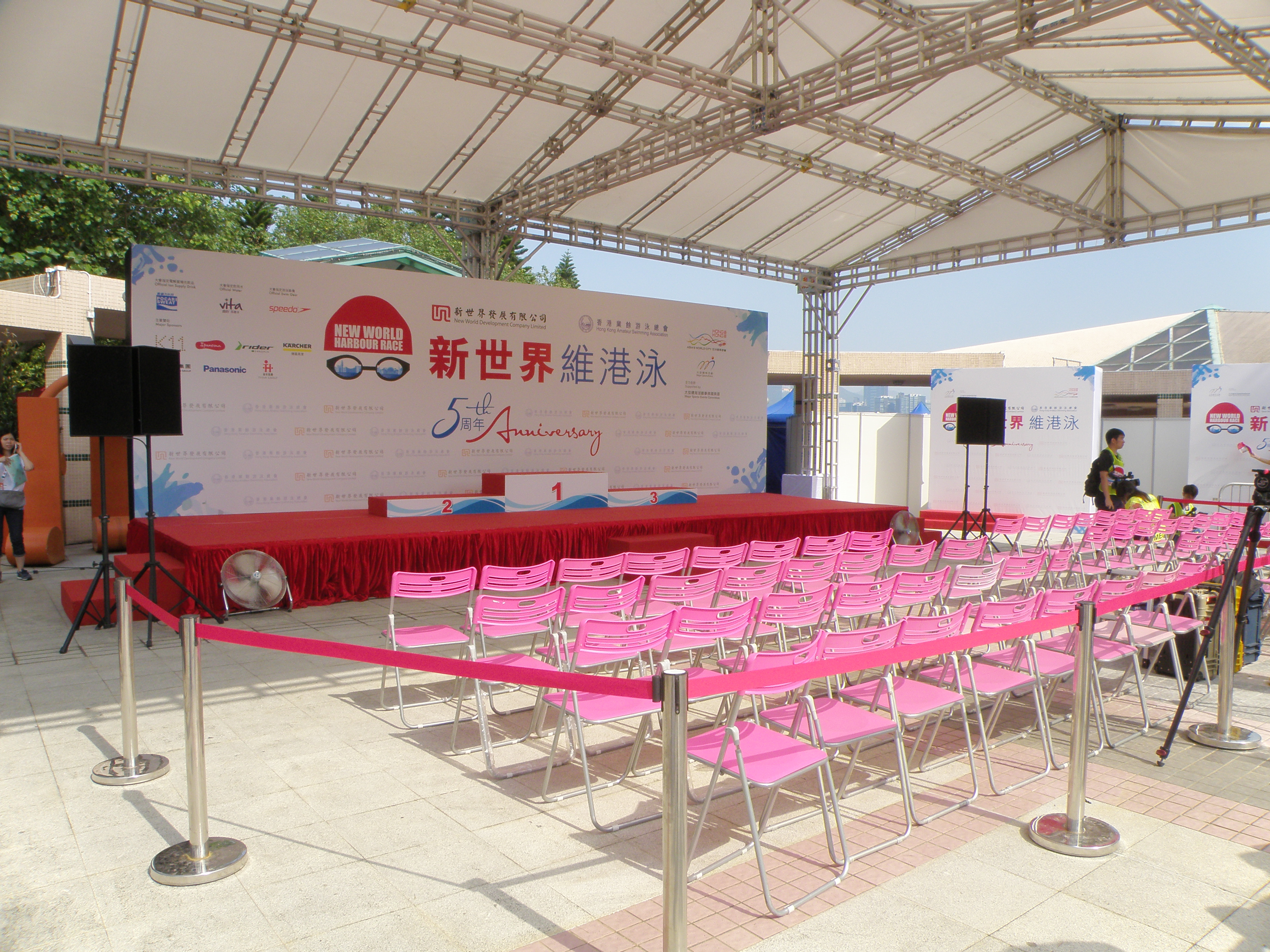
再度復辦後的維港渡海泳頒獎台

### 1906年至1978年（尖沙咀－中環）
- 男子：18分27秒6（陳耀邦，1970年第58屆）
- 女子：19分42秒3（M·慕勒，1970年第58屆）

### 2011年第67屆（鯉魚門－鰂魚涌）[14]
- 男子：20分34秒3（凌天宇，個人公開組）
- 女子：23分7秒（鄧穎欣，個人公開組）

### 2012年第68屆（鯉魚門－西灣河）[14]
- 男子：16分57秒（凌天宇，個人公開組）
- 女子：17分21秒（鄧穎欣，個人公開組）

### 2013年第69屆（鯉魚門－鰂魚涌）[14]
- 男子：18分44秒（凌天宇，公開甲組17-34歲）
- 女子：20分01秒（黃茗瑜，公開甲組17-34歲；衛冕的鄧穎欣以近7秒之差失冠）[15]

### 2014年第70屆（鯉魚門－鰂魚涌）[14]
- 男子：16分49秒（冼展霆，公開甲組17-34歲）
- 女子：16分56秒（陳安怡，公開甲組17-34歲）

### 2015年第71屆（鯉魚門－鰂魚涌）[14]
- 男子：15分55秒（陸永健，公開甲組17-34歲；原本的第一名因偷步而失冠）
- 女子：16分36秒（彭曉筠，公開甲組17-34歲；衛冕的陳安怡因偷步而失冠）

### 2016年第72屆（鯉魚門－鰂魚涌）
- 男子：18分28秒（冼展霆，公開甲組17-34歲）
- 女子：21分06秒（李恒楓，公開甲組17-34歲）

### 2017年第73屆（尖沙咀－灣仔）
- 男子：11分正  (冼展霆，公開甲組17-34歲）
- 女子：11分45秒（林柏彤，公開甲組17-34歲）

### 2018年第74屆（尖沙咀－灣仔）
- 男子：11分26秒（冼展霆，公開甲組17-34歲）
- 女子： 12分26秒 (李恒楓，公開甲組17-34歲）

### 2021年第75屆（灣仔－尖沙咀)[16]
- 男子：13分44秒  (*冼展霆，公開甲組17-34歲) ; (*連續4屆獲得冠軍及*5度奪得冠軍) *紀錄保持者
- 女子：14分56秒  (聶芷彥，公開甲組17-34歲）

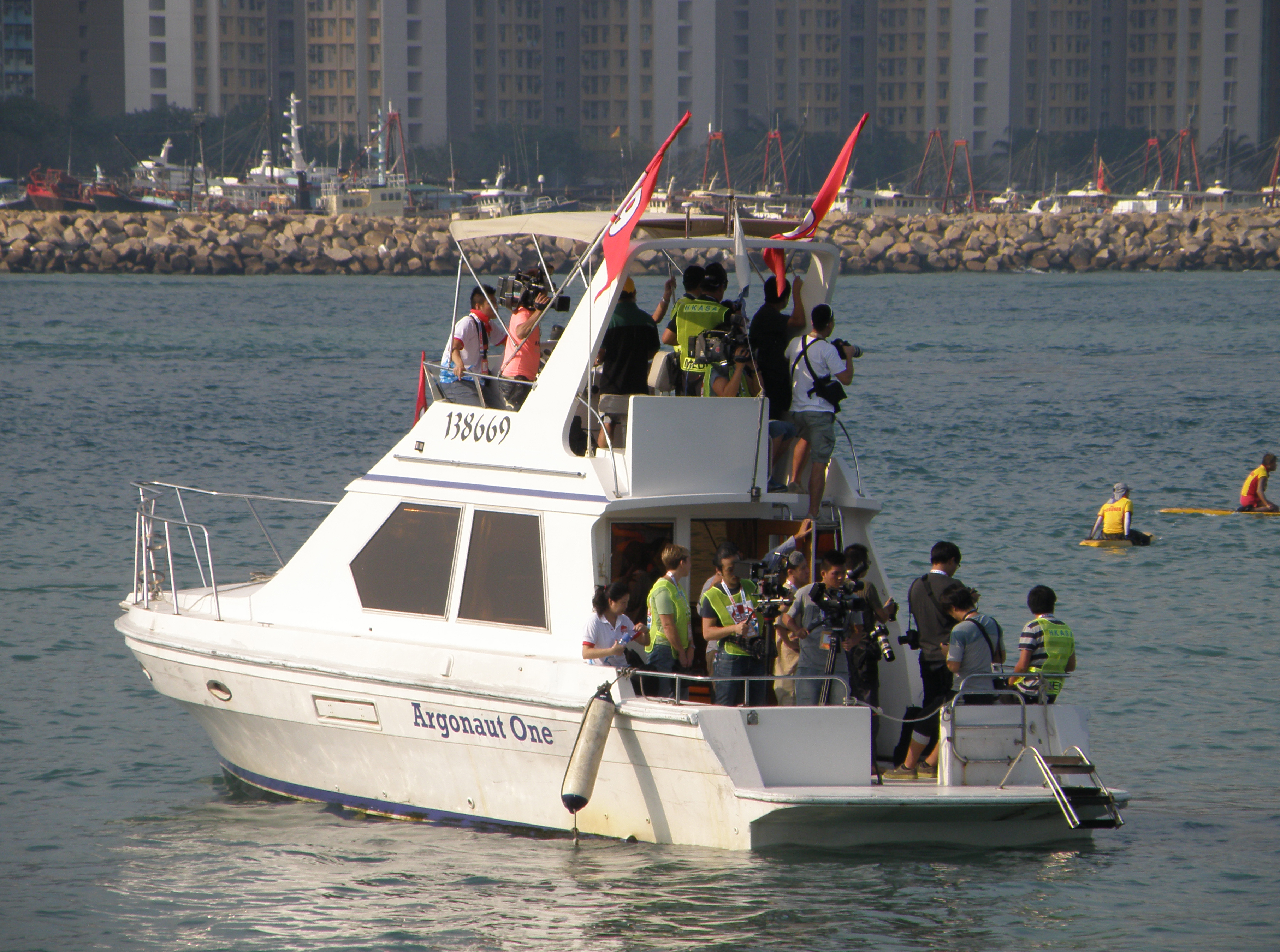
傳媒採訪船
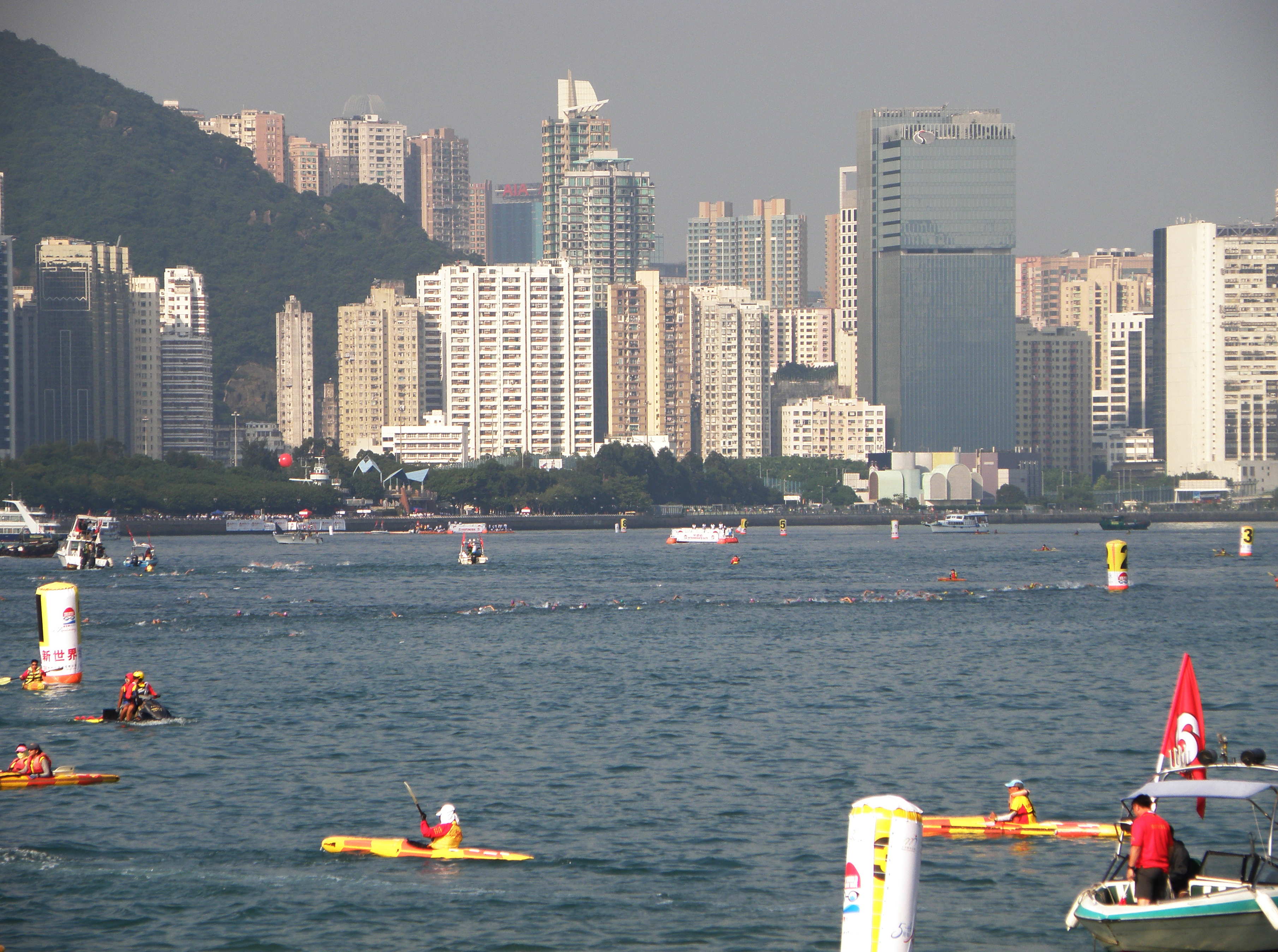
沿途設立充氣臨時數字浮標，以供參賽者識別賽道及方向
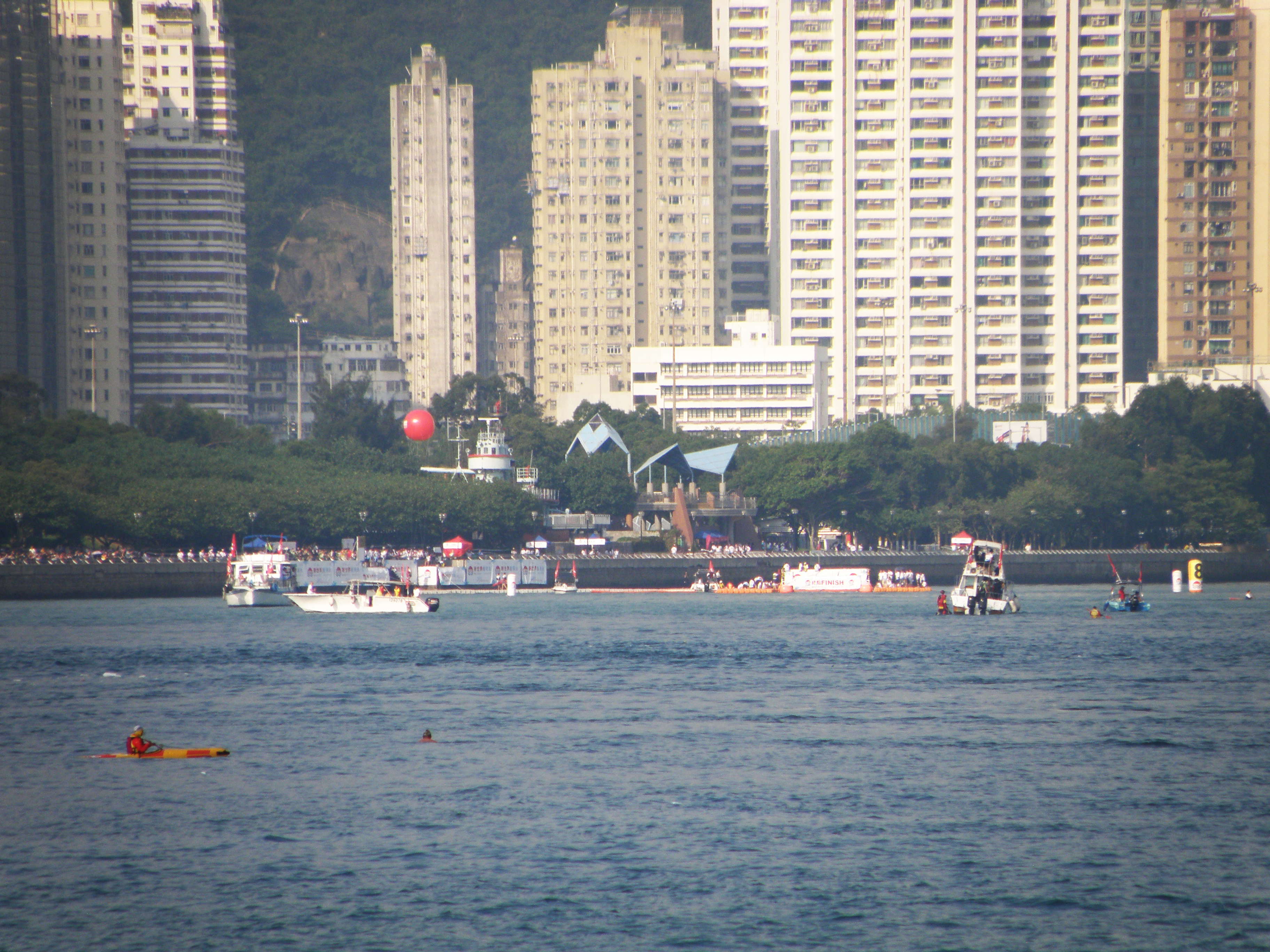
賽事終點正面
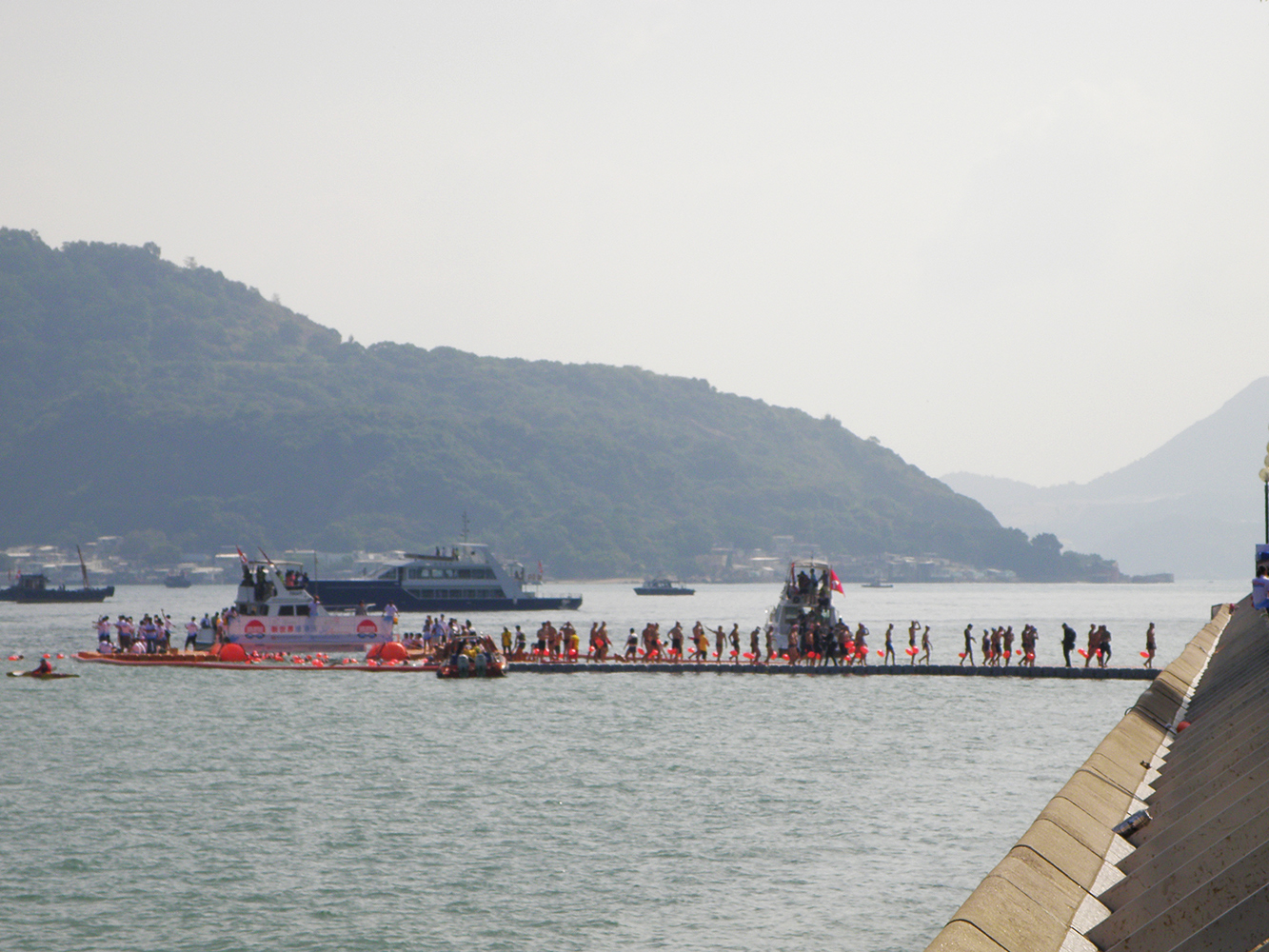
賽事終點側面
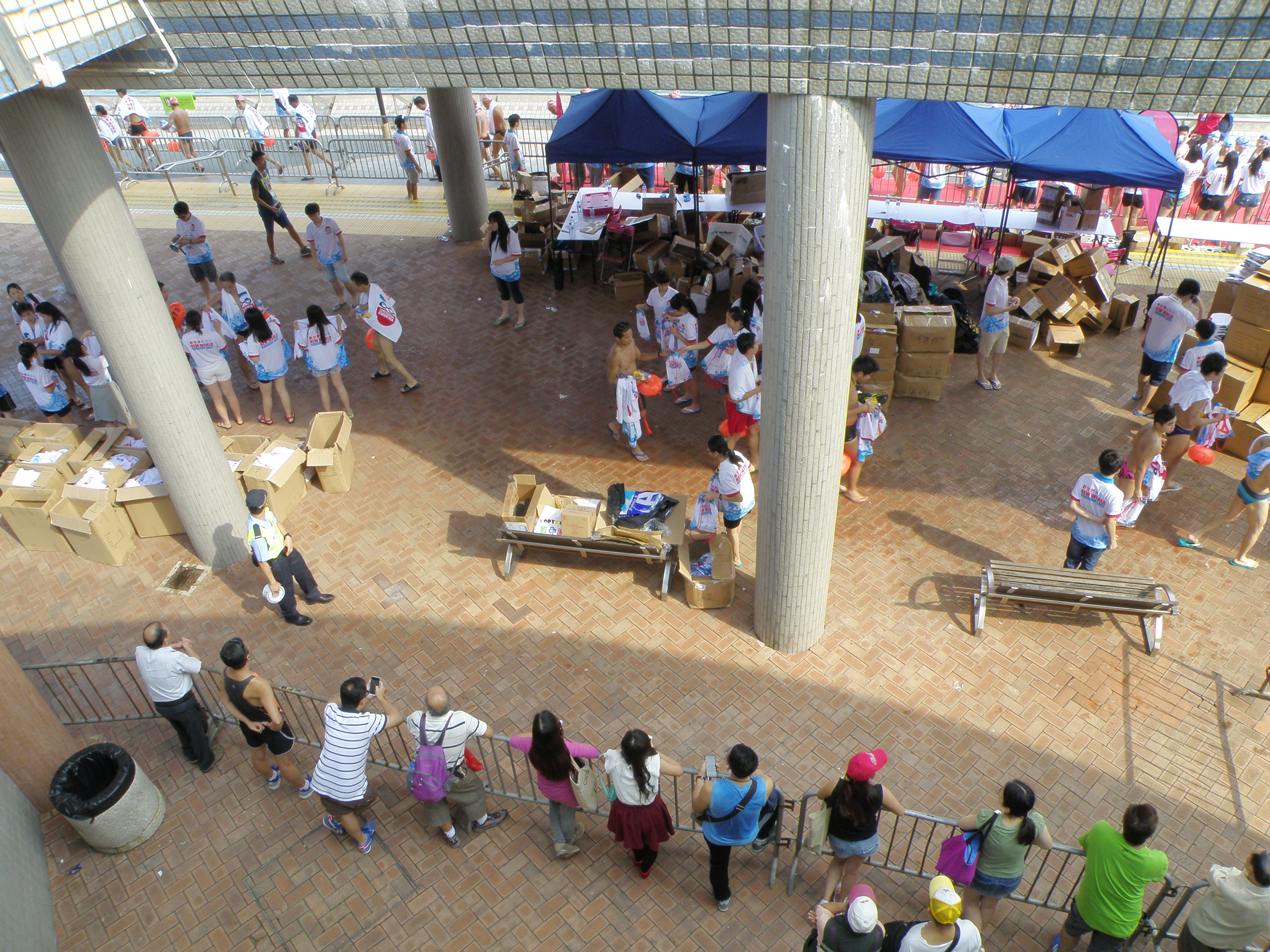
T恤及紀念品派發處

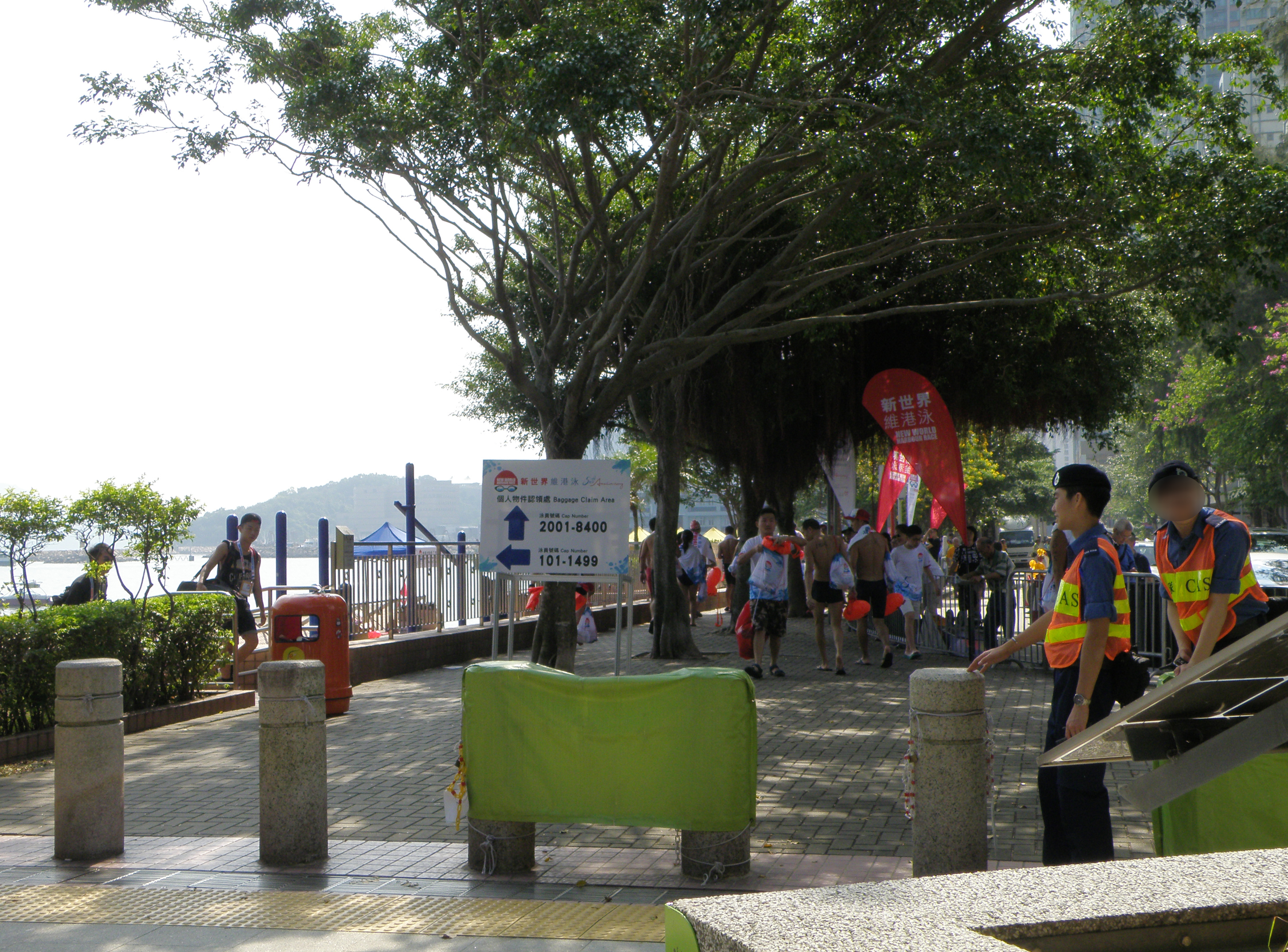
個人物件認領處
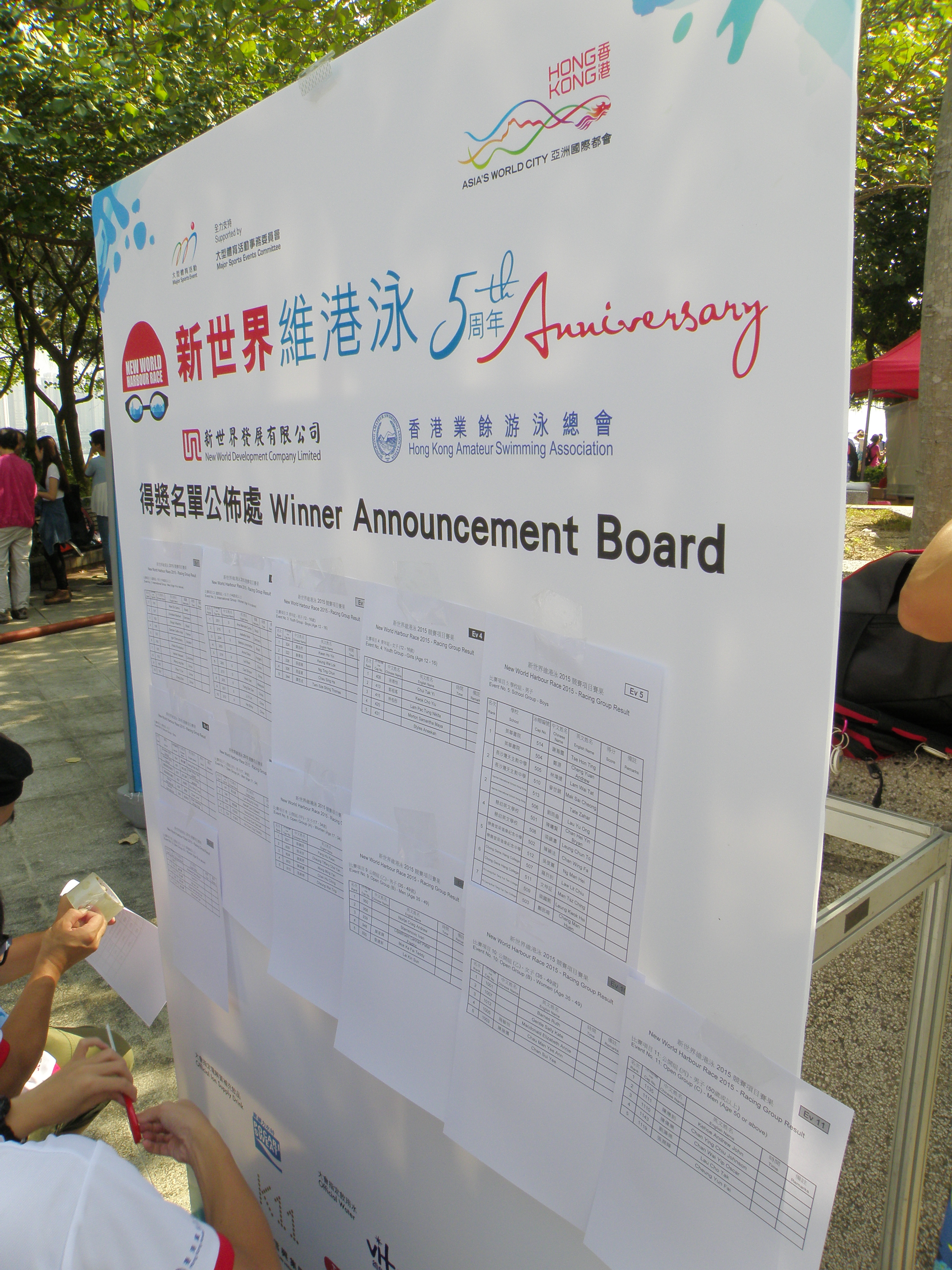
得獎名單公佈處
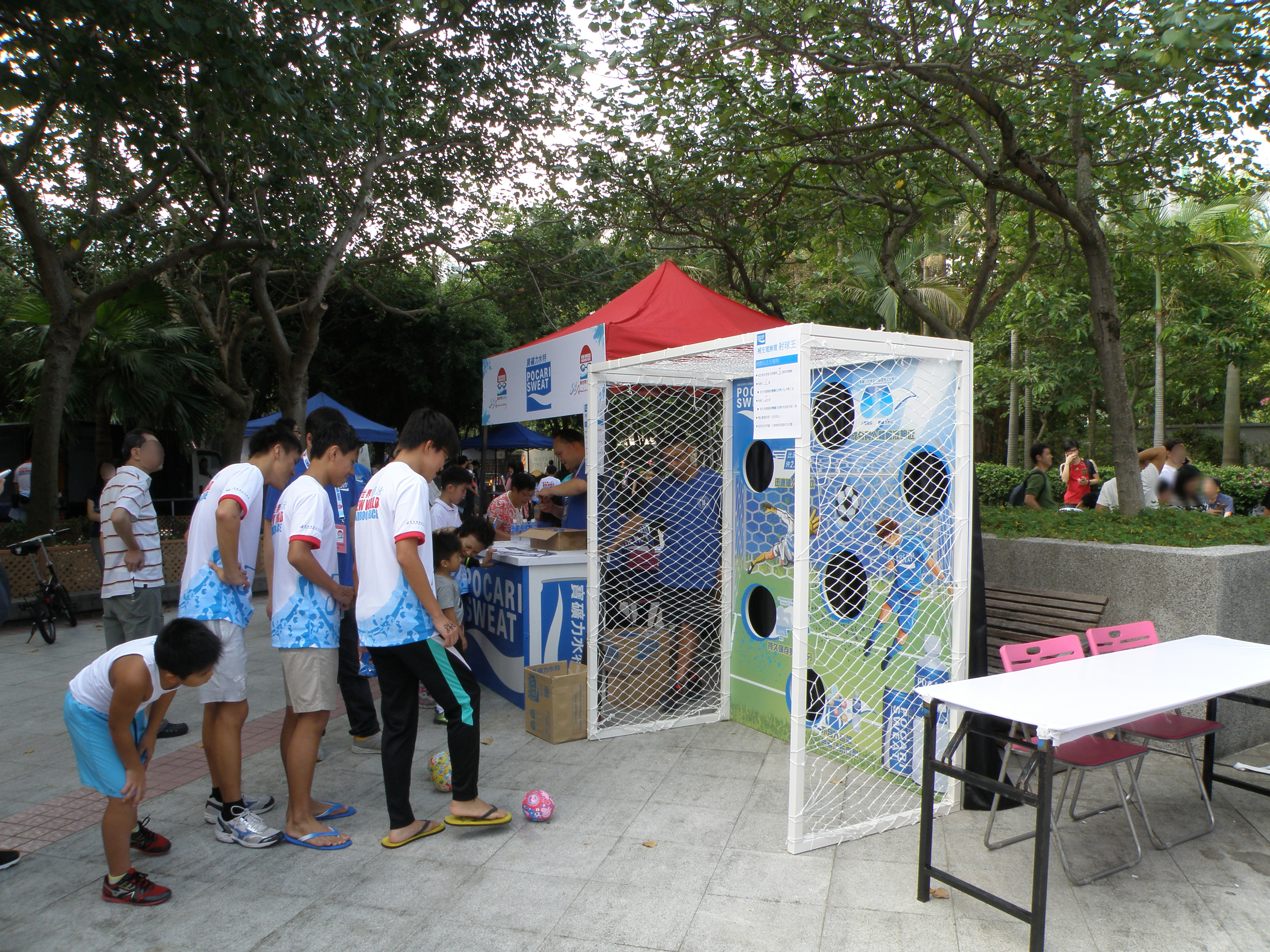
攤位遊戲（1）
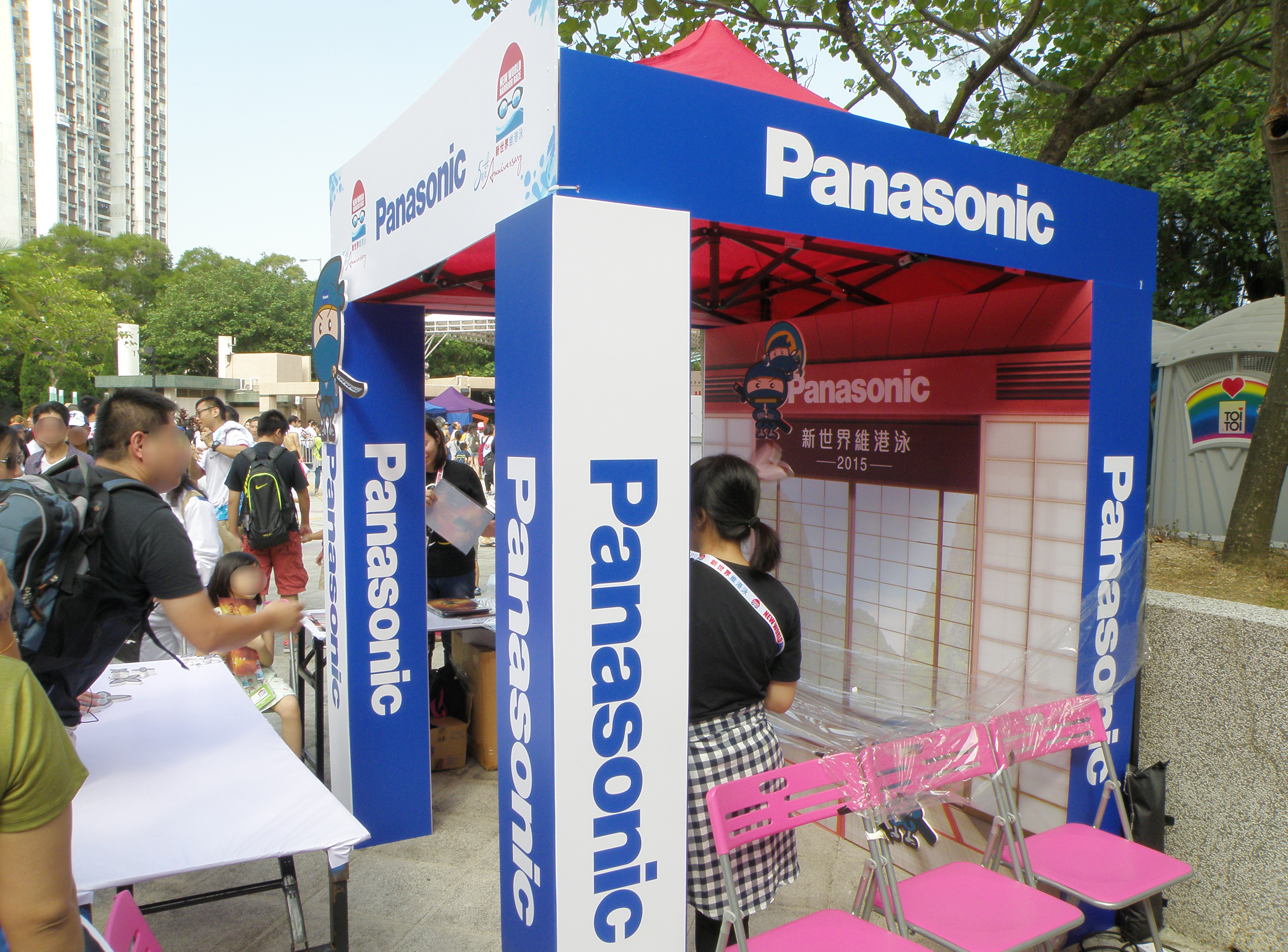
攤位遊戲（2）
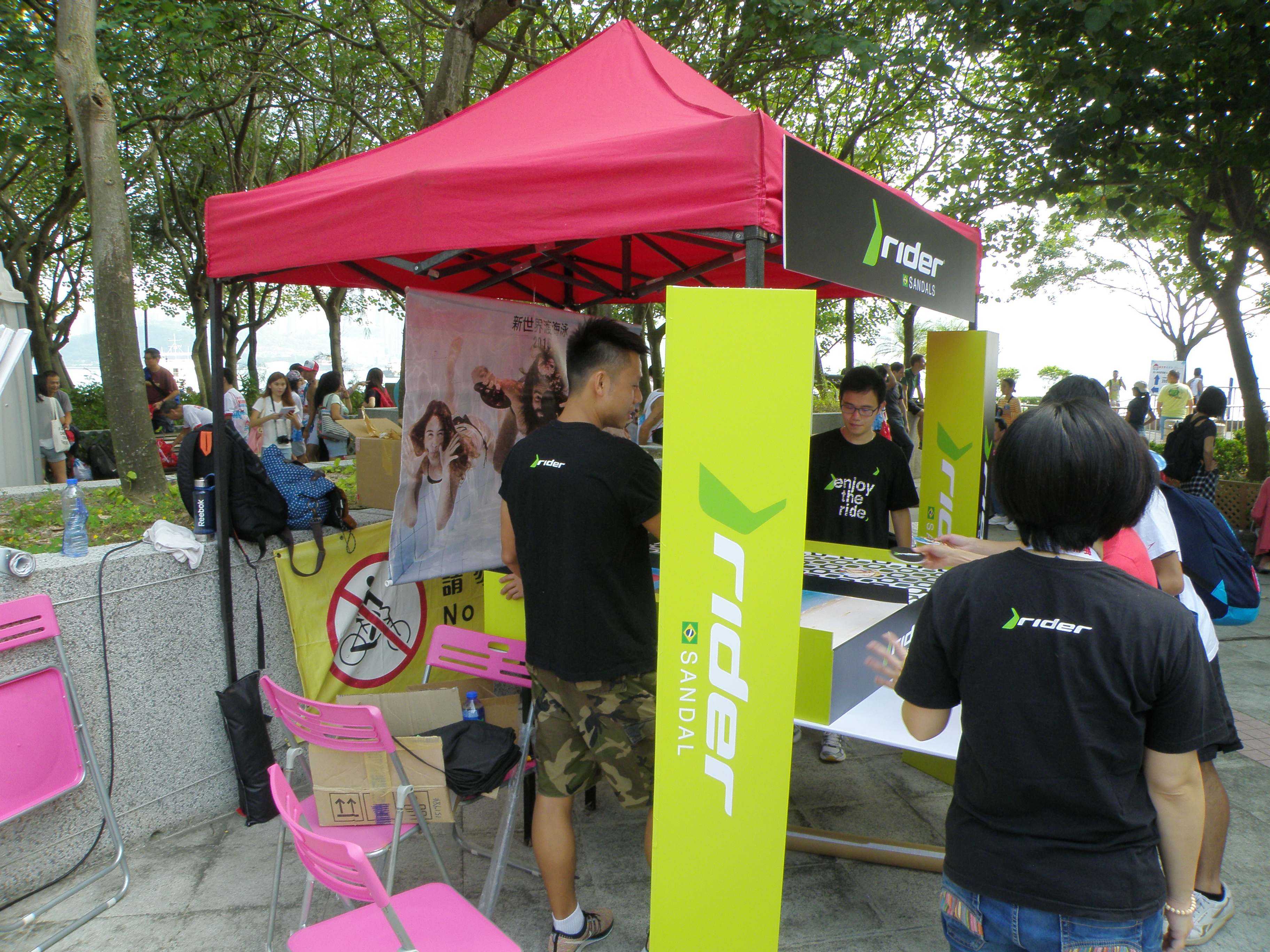
攤位遊戲（3）

## 外部連結
- 新世界維港渡海泳 （页面存档备份，存于）
- 維港將再現渡海泳 （页面存档备份，存于），《星島日報》，2007年3月23日
- 《吾土吾情》，韋基舜 著
- 游泳教練通訊（PDF格式）